# VenusBlood -FRONTIER-
『VenusBlood -FRONTIER-』(ヴィーナスブラッドフロンティア)は2012年4月27日にdualtailより発売された女神悪堕ち触手SLGである。
本作はdualtailブランドの第十作目で、『VenusBlood』シリーズの第六作目にあたる。
2016年には本作の500年後を描いた『VenusBlood -RAGNAROK-』が発売された。
2019年12月20日には、多言語対応やゲームバランスの調整等が施された『VenusBlood FRONTIER International』（以下：インターナショナル版）が発売された。

## ゲームシステム
基本システムはこれまでと同じだが、女神の悪堕ちが再び取り入れられたことに加え、悪堕ちした女神の人間性や神格を否定する形で責め立てて狂気に追い込む「狂堕ち」が追加された。また、女神の善・悪・狂を任意で選択できるようになった。
ユニットは、一般ユニットを雇用するという形をとっており、ヒロインとの相性はなくなった。
前作でランダムだった二つ名が選択できるようになった。
属性に氷と雷が追加され、クラスがクラッシャーがデストロイヤーに変化し、新たなクラスキャスターの追加。これにより前作までのユニットの属性やクラスが一部変更された。

## ストーリー
魔界の王スルトは自らの孫達に、五柱の女神に守られた浮遊樹大陸ユグドラシルの秘宝、ユグドラシルの心臓を手に入れた者を後継者とすることを宣言した。父の罪から爪弾き者にされていたロキもこの戦いに参戦した。浮遊樹大陸で彼は母シンモラに瓜二つの女神ティルカと出会う。そして、女神と魔族によるユグドラシルの心臓を巡る戦いが始まった。

## 登場人物

### ロキとその仲間たち
蒼炎の復讐者 ロキ＝ムスペルヘイム
本作の主人公。謂れのない謀反の罪をかけられた父ファルバが処刑、母シンモラが幽閉され、魔王候補者の証の一つの魔装を剥奪されてしまう。以後王城の中で肩身の狭い思いをしていたが、皇族としての地位を捨てるかわりに魔王継承の儀に参加する。直感と生来の明晰で素早く分析する暴くロカセナという技能を持つ。
魔装は魔を呼ぶアンドヴァラ。核を抜かれているが、所有者の魔力を吸収して力を放出する機能は残っているため、偽装として使用している。
終焉の王 ヴェズルング＝ムスペルヘイム
ロキがシンモラから授かった運命の鍵を使うことで変身する姿。戦闘能力はロキより遥かに上であり、性格もロキより荒々しい。
魔装は神力であろうと魔力であろうと敵味方関係なくエネルギーを吸収することができる万魔を欲すヴァラナート。

忠義のメイド フェーナ
声 - 花南
ロキに仕えているメイド。両親を失ったロキに勉学や魔術の操作なども教え、彼の師のような存在でもある。ロキに対して忠誠を誓うが故に、彼の無茶な行動に対する小言も多い。
防御に特化した専用の魔導具の魔傘ヴァナヘイムを用いて戦う。
猛毒の狙撃者 ガルム
声 - 赤紫青
人狼族であるガロードの狙撃者。ロキの父ファルバ率いる暴徒鎮圧部隊「公平の刃」（エクイティ・エッジ）に所属しており、ファルバの息子であるロキに対しても忠誠を誓っている。その一方でロキの無茶な作戦に付き合わされたり、女神の相手をしたりと苦労が多い。

### 女神たち
ティルカ
声 - 三郷綾夢
善 - 春風の戦女神、悪 - 魔風の剣神、狂 - 混沌の聖母
春を司る東天の守護女神で、季節の四神の三女。ロキが浮遊樹大陸で最初に会った女神である。盗賊に襲われたキャラバンを助けたり、治安の維持などの功績から商売の神ともされるが、本人は不似合いだと思っている。ロキの母シンモラに瓜二つの外見をしているが関係は不明。
悪堕ち後は元々あった母性本能が更に強くなり、ロキに対して本物の母親のように接することもある。また魔族の英霊を呼び出せるになった。
狂堕ち後は魔生物のプラントと成り果て、淫虫を産むだけの存在となった。
神装は地面に突き刺すことで古の英霊を呼び出す忠誠剣ニーベルング。
フレイヤ
声 - 佐藤玲羅
善 - 秋月の豊穣神、悪 - 残月の地母神、狂 - 狂月の蛇神
秋を司る西天の守護女神で、季節の四神の長女。かつて人間の王を夫としていたことがあり、彼の夢であったすべての種族の共存を目指している。
悪堕ち後はロキを夫のように思っており、若干天然な性格になっている。
狂堕ち後は下半身が蛇のような魔物の姿に変化するようになり、人間を喰らうようになった。
神装は相手を魅了する能力を持つ弓矢ブリーシンガメン。
トール
声 - 有賀桃
善 - 蒼穹の雷神、悪 - 剛雷の闘神、狂 - 狂乱の鬼神
夏を司る南天の守護女神で、季節の四神の次女。女神の中では最も好戦的な性格である。
悪堕ち後は欲望に貪欲になり、自分の姿に誇りを持つようになる。
狂堕ち後は破壊衝動に従うだけの存在となっており、戦闘時以外は拘束されている。
神装は強大な破壊力を持つ神雷斧ミョルニルと、その真の力を発揮させるための神鉄甲ヤルングレイプルと神力帯メギンギョルド。
リグレット
声 - 桃也みなみ
善 - 凍雲の守護神、悪 - 極寒の天神、狂 - 虚無の殺戮神
冬を司る北天の守護女神で、季節の四神の末女。民の前では堂々としているが、幼い外見のとおり、性格も気弱で、他の女神からも心配されている。高い戦術眼の持ち主でもあり、兵士の死を極力避けるようにしている。
悪堕ち後は常にロキについていくようになり、兵士の死も何とも思わなくなった。
狂堕ち後はロキの命令のままに行動する人形となり、兵士達を人形のように操ることができるようになった。
神装は味方には活力を与え、敵には呪いを与える解放盾ヤーラルホーン。
オーディン
声 - 安堂りゅう
善 - 天空の絶対神、悪 - 断罪の唯一神、真 - 極夜の至高神
浮遊樹大陸の中央の神域を守護する絶対神。性格は合理的であり、悪と断定した者には容赦しない。本来は大人の姿のをしており、かつては魔王スルトとも互角に戦った。現在は浮遊樹大陸の創造などによる力の消耗で子供の姿をしている上に記憶の一部を失っているが、それでも他の女神を遥かに上回る力を持っている。
悪堕ち後は、裁く悪が彼女にとっての悪ではなく、ロキにとっての悪となった。魔族の兵士達からはこちらの姿の方が親しみを持たれている。
狂堕ちは存在しないが、代わりに真の姿に戻ることがある(ただし敵としてであり、味方として使えるのはクリア後のおまけのみ)。自らの意にそぐわない者は女神であろうと排除し、人間を女神や世界のための部品としか見ない。また他の女神の神装の力を使うことができる。
神装はフギン、ムニン、ゲリ、フレキの四本の刃からなるグングニル。四本の刃を組み合わせることで様々な戦闘を可能にし、一つの槍にした際の破壊力は絶大。

### 他の魔王継承候補者たち
嵐の皇女 ヘル
声 - 葵時緒
魔王継承候補者の長女。候補者の中で最も戦闘能力が高く、水と風と雷を操る能力を持つ。また指揮官としても優秀であり、ロキが生まれる前から大軍を任されていた。
魔装は天候を操作する能力を持つ大鎌輝く災いブリーキンダベルと、圧倒的な水の魔力を秘めた宝石閉じた海鳴りエリューズニール。
冷華の淫狼 フェンリル
声 - 御苑生メイ
魔王継承候補者の次女。サキュバスの血を色濃く引いており、候補者の中では最も怠惰で享楽的な性格をしている。男を魅了する露出の多い格好を好み、自分を満足させる男を求めて魔界各地を飛び回っている。また、魔界の諸侯との性体験を綴った日記を出版した際には、日記が禁書扱いされた上に、大きな混乱を国にもたらした。姉妹の中では唯一ロキに好意を抱いており、自分のペットにしたいと考えている。
魔装は万物を打ち砕く魔氷の鞭打ちつけるスヴァティ。
制裁の蛇姫 ヨルム
声 -  咲ゆたか
魔王継承候補者の三女。姉二人にはよく懐いているが、それ以外の者には攻撃的であり、とくにロキのことを敵視している。面倒なことを考えるのが嫌いで、軍略も部下まかせだが、一対一の戦いならば他の候補者に遅れをとらないほどの戦闘能力の持ち主。過去の出来事により痛覚を失っている。
魔装は傷を刻んだ相手の痛みを倍加させる大爪冥き虹のビブレスト。
紅蓮の皇子 イミル
声 - 佐藤裕也
魔王継承候補者の長男。魔族に似つかわしくない柔和な性格であり、爪弾きにされていたロキを庇ってもいた。しかし、人心を掌握する術に長け、常に先を見据える策略家でもある。
魔装は炎の杖を象った篭手ギンヌンガプ。
黄金の女傑 ディーシル
インターナショナル版追加キャラクター。ヘル・フェンリル・ヨルムの母であり、それぞれの娘たちの性質が合わさった性格をしている。
かつては最も魔王に近いとされた人物であり、過去にスルトと戦い、敗死したとされていた。

### スルトとその関係者
魔王の秘書官 メニア
声 - 花南
魔王スルトの政務補佐をする女秘書。フェーナの姉であるが、仲は大変険悪。
フェーナのヴァナヘイムの対となる魔傘ニヴルヘイムを持つ。
地炎の鬼帝 スルト
声 - 杏アオイ
魔界のウトガルド帝国を支配している魔王。現在は老いているがその力は健在。自らの座乗艦に劇場と名づけたり、争いを戯曲と呼んだり、演劇にちなんだ言い回しをすることが多い。
魔装は悪神大剣セイギャールン。

## 開発

### キャラクター設定
本作は北欧神話に四季の女神の概念を取り入れたことにより、女神たちの個性を示すことに成功した。
メインヒロインのティルカはヴァルキリーをモチーフとしており、最初に攻略するキャラクターであることから、性能はスタンダードなものとなった。
また、ティルカは優しさや華麗さが強調されたことにより、従来のVenusBloodシリーズのメインヒロインとの差異化にも成功した。
ティルカのストーリーは、主人公ロキの母であるシンモラに似た容姿を持つ理由が鍵とされている。
トールはアマゾネスを率いる勇猛な女将軍として描かれた一方、女たちの間で生きてきたが故に男慣れしていないところも描写された。
フレイヤは本作の舞台となるユグドラシル大陸の最大の穀倉地帯である秋の国・フォルクを治める女神として設定された。
また、北欧神話系ゲームとしては珍しく、フレイヤは黒髪の女性として設定された。
四季を司る四女神の末妹であるリグレットは、内向的ながらも芯の強いキャラクターとして描かれた。
ユグドラシル大陸を統治する主神オーディンは、幼い見た目に反し、英知と威光を兼ね備える存在として描かれた。
本作は女神たちとの戦いであると同時に、王位継承戦争としての側面もあるため、プレイヤーは他の魔王継承候補者とも戦うこととなる。

### インターナショナル版
2018年6月にはプレファンディアにて、本作の英語化に関する意見を募るページが開かれたのち、Kickstarterにて資金が募られた。
2018年10月には支援額が100％突破したことにより、ストレッジゴールが追加され、インターナショナル版の日本語版と英語版の発売が決定した。
日本に加え、アメリカをはじめとする英語圏の国々からの出資が相次いだ。さらに、フランスやドイツといったヨーロッパからの出資も増えた。

## スタッフ
- ディレクター・ゲームデザイン - け～まる
- 企画 - dualtail
- 原画 - トシぞー、丹下ゲンタ、桐川いくむ、白家ミカ
- 原画ミニキャラ - 丹下ゲンタ、トシぞー、実々みみず
- キャラクターデザイン - 継宮凰姫
- シナリオ - 久巳友和、イルカ、け～まる
- 演出スクリプト - 樋舘誠、ミスターN
- プログラム - tomsan
- サウンド - solfa
- ムービー - Kizawa Studio.
- CG - トラ(監修)、ちゅるり、るいるい
- CG協力 - 株式会社エクスキャディ

## 主題歌
OP主題歌「運命の鍵」
作詞 - 悠季
作編曲 - 伊吹ユキヒロ
歌唱 - solfa feat.悠季
ED主題歌「blank page」
作詞 - 天ヶ咲麗
作編曲 - iyuna
歌唱 - solfa feat.iyuna

## 反響
本作はゲームバランスの良さとシナリオの熱さが評価され、VenusBloodシリーズを始めるにはまず本作からと言われるようになった。
また、本作は最初のステージであるエッダを攻め落とした後、プレイヤーは次に攻める国を選択することとなるが、リグレットが治める冬の国とオーディンが治めるヴァルハラのステージの難易度は高めに設定されているため、日本のユーザーからはロリコントラップと呼ばれた。
人気投票では、ヨルムが一位の座を獲得した。

### 受賞歴
本作は萌えゲーアワード2012のエロス系作品賞BLACK金賞を受賞した。
審査員であるPCAngel neoの元編集長・高木敬介はDualTailが得意とする触手による緊縛シーンの多さに加え、陵辱描写が被虐と快楽に変化する様子や、堕落した後の痴態描写を評価した。